# Cassius Marcellus Coolidge
Cassius Marcellus Coolidge (18 septembre 1844 - 13 janvier 1934) est un peintre américain, essentiellement connu pour une série de neuf peintures de chiens anthropomorphiques jouant au poker.
Né au nord de l'État de New York de fermiers quakers, Coolidge n'a pas suivi de cours de dessins, mais sa capacité naturelle au dessin l'a amené à dessiner des bandes dessinées pour le journal local lorsqu'il avait environ vingt ans.

## Chiens jouant au poker

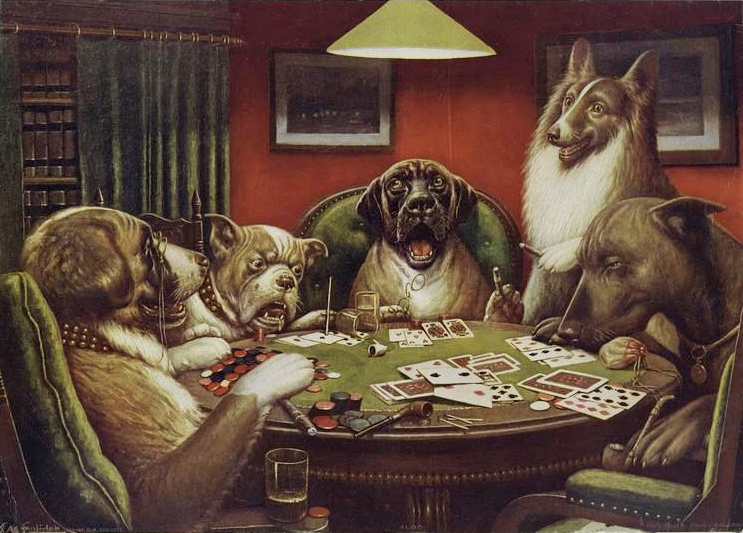
A Waterloo, vers 1906

En 1903, Coolidge passe un contrat avec la compagnie de publicité Brown & Bigelow pour créer seize peintures à l'huile représentant des chiens dans des poses humaines.
Neuf d'entre elles représentent des chiens jouant au poker. Le 15 février 2005, deux de ces peintures, A Bold Bluff et Waterloo, furent vendues aux enchères pour 590 400 dollars.